# تيكن 7

اختيار المقاتلين في لعبة تيكن 7

تيكن 7 (بالإنجليزية: Tekken 7)‏ (باليابانية: 鉄拳7) ، هي لعبة إلكترونية من نوع آركيد، والتي أنتجها شركة نامكو بانداي القابضة. اللعبة هي الإصدار السابع تتبع ثمانية أجزاء سابقة (تكن تاج 1 و2) وستعمل اللعبة على أجهزة الـPC وأجهزة الترفيه المنزلي PS4 وXbox one، وسيتم إصدار اللعبة في فيبراير 2015 لأجهزة الأركيد وفي وقت لاحق لأجهزة الـConsole. هي أول لعبة في السلسلة تضم مقاتل عربي واسمه شاهين. سوف تحتوي على اللغة العربية.
وضعت بعد فترة وجيزة من أحداث تيكن 6، تركز المؤامرة على الأحداث التي تؤدي إلى المعركة النهائية بين فنان القتال هيهاتشي ميشيما وابنه، كازويا. تقدم تيكن 7 العديد من العناصر الجديدة لنظام القتال مثل فنون الغضب وميكانيك سحق الطاقة، مما يجعل اللعبة أكثر ودية مبتدئة أكثر من التكرارات السابقة في السلسلة. كانت تيكن 7 نجاحا حرجا وتجاريا، ببيع 7 ملايين نسخ اعتبارا من مارس 2021
مع نظام العرض الجديد، تتيح اللعبة متعددة اللاعبين للاعبين اختيار جانب الشاشة للعب عليه.  خضعت الحركة لبعض التغييرات وهي مشابهة لميكانيكا الحركة الموجودة في تيكن ريفولوشن، وعلى الأخص عندما تسير الشخصيات للخلف.
تتميز نسخة الآركيد بأسلوب اللعب التقليدي القائم على المسرح، والذي يتقدم فيه اللاعب بفوزه على خمسة خصوم مختلفين واحدًا تلو الآخر، وينتهي بمرحلة ثابتة قبل الأخيرة والأخيرة.  قد يتم مقاطعة المباريات إذا انضم لاعب آخر إلى اللعبة.  الوضع عبر الإنترنت متاح لكل من اللعب المحلي والدولي.  يتميز تخصيص الأحرف، مما يسمح للاعب بتعديل مظهر الشخصيات.  لأول مرة في سلسلة الآركيد، تتميز اللعبة بوضع التدريب، والذي يسمح للاعبين بتدريب الحركات ضد الخصم لفترة زمنية محدودة، بالإضافة إلى خيار جمع المكافآت داخل اللعبة، وبشكل أساسي عناصر التخصيص، من خلال «صندوق الكنز» من خلال الفوز بمباريات كافية.
```
يضيف تحديث القصاص المقدر للأروقة المزيد من التغييرات في طريقة اللعب.
```

```
محرك الغضب: تحتوي معظم الشخصيات على واحد أو أكثر من حركات محرك الغضب، والتي تكون إما حركات جديدة تمامًا أو أشكال مختلفة من التحركات الحالية.  مثل فن الغضب، يتطلب الأمر التضحية بنمط الغضب الخاص بهم من أجل الجولة، واستبدال الضرر الجسيم لفن الغضب بحركة ذات مخاطر أقل وفائدة مختلفة.
```

```
تم تعديل فن الغضب أيضًا بحيث يتناسب مقدار الضرر الذي يلحق بالعدو عكسياً مع شريط الصحة الحالي للاعب.
```

```
من بين العديد من الشخصيات الجديدة والعائدة، قدم التحديث 
أكوما
، الأول من عدة شخصيات إضافية تستخدم آلياتها الفريدة التي تتبع قواعد اللعب لألعاب القتال ثنائية الأبعاد التي نشأ منها، بما في ذلك:
```

```
إلغاء الهجمات الناجحة أو المحظورة بحركات خاصة.
```

```
فيزياء القفز المختلفة والهجمات الجوية التي يمكن استخدامها بشكل أكثر هجومية من هجمات القفز القياسية لسلسلة 
تيكن
.
```

```
مقياس سوبر كومبو يتراكم مع تقدم المعركة، ويتم إنفاقه من أجل استخدام إصدارات "EX" من الحركات الخاصة وحركات سوبر كومبو.
```

```
تفتقر إلى بعض آليات اللعب الخاصة بتيكن 7 مثل محرك الغضب وحركات التحرير والسرد ذات 10 ضربات.
```

```
تمت إضافة شخصيتين أخريين كمحتوى قابل للتنزيل (DLC) بعد إصدار الإصدارات المنزلية من اللعبة، والتي ستشمل آليات قتال متشابهة جدًا، تلك الشخصيات هي 
إيليزا
 
وجيزي
.  شخصية الضيف الأخرى، نكتيس، لديها أسلوب لعب تيكن قياسي أكثر ولكن يمكنها القيام بهجمات قفز مثل الشخصيات "2D".
```

```
كما أضافت التحديثات التي تم إجراؤها على إصدارات الممرات والمنزل حركات تطبق حالة إصابة «ربط الحائط» لجميع الشخصيات.  في البداية، كان 
جيزي هاورد
 هو الوحيد الذي كان قادرًا على أداء حركات تؤدي إلى حالة ربط الجدار، حتى أضاف تحديث الموسم الثاني الميكانيكي لكل شخصية.
```

```
تمت إضافة لعبة تيكن بول، وهي لعبة 
بولينج صغيرة
 ظهرت لأول مرة في 
تيكن تاغ تورنت
، في الموسم الأول من محتوى DLC الإضافي.
```

مع نظام العرض الجديد، تتيح اللعبة متعددة اللاعبين للاعبين اختيار جانب الشاشة للعب عليه.  خضعت الحركة لبعض التغييرات وهي مشابهة لميكانيكا الحركة الموجودة في تيكن ريفولوشن، وعلى الأخص عندما تسير الشخصيات للخلف.
تتميز نسخة الآركيد بأسلوب اللعب التقليدي القائم على المسرح، والذي يتقدم فيه اللاعب بفوزه على خمسة خصوم مختلفين واحدًا تلو الآخر، وينتهي بمرحلة ثابتة قبل الأخيرة والأخيرة.  قد يتم مقاطعة المباريات إذا انضم لاعب آخر إلى اللعبة.  الوضع عبر الإنترنت متاح لكل من اللعب المحلي والدولي.  يتميز تخصيص الأحرف، مما يسمح للاعب بتعديل مظهر الشخصيات.  لأول مرة في سلسلة الآركيد، تتميز اللعبة بوضع التدريب، والذي يسمح للاعبين بتدريب الحركات ضد الخصم لفترة زمنية محدودة، بالإضافة إلى خيار جمع المكافآت داخل اللعبة، وبشكل أساسي عناصر التخصيص، من خلال «صندوق الكنز» من خلال الفوز بمباريات كافية.
يضيف تحديث القصاص المقدر للأروقة المزيد من التغييرات في طريقة اللعب.
محرك الغضب: تحتوي معظم الشخصيات على واحد أو أكثر من حركات محرك الغضب، والتي تكون إما حركات جديدة تمامًا أو أشكال مختلفة من التحركات الحالية.  مثل فن الغضب، يتطلب الأمر التضحية بنمط الغضب الخاص بهم من أجل الجولة، واستبدال الضرر الجسيم لفن الغضب بحركة ذات مخاطر أقل وفائدة مختلفة.
تم تعديل فن الغضب أيضًا بحيث يتناسب مقدار الضرر الذي يلحق بالعدو عكسياً مع شريط الصحة الحالي للاعب.
من بين العديد من الشخصيات الجديدة والعائدة، قدم التحديث أكوما، الأول من عدة شخصيات إضافية تستخدم آلياتها الفريدة التي تتبع قواعد اللعب لألعاب القتال ثنائية الأبعاد التي نشأ منها، بما في ذلك:
إلغاء الهجمات الناجحة أو المحظورة بحركات خاصة.
فيزياء القفز المختلفة والهجمات الجوية التي يمكن استخدامها بشكل أكثر هجومية من هجمات القفز القياسية لسلسلة تيكن.
مقياس سوبر كومبو يتراكم مع تقدم المعركة، ويتم إنفاقه من أجل استخدام إصدارات "EX" من الحركات الخاصة وحركات سوبر كومبو.
تفتقر إلى بعض آليات اللعب الخاصة بتيكن 7 مثل محرك الغضب وحركات التحرير والسرد ذات 10 ضربات.
تمت إضافة شخصيتين أخريين كمحتوى قابل للتنزيل (DLC) بعد إصدار الإصدارات المنزلية من اللعبة، والتي ستشمل آليات قتال متشابهة جدًا، تلك الشخصيات هي إيليزا وجيزي.  شخصية الضيف الأخرى، نكتيس، لديها أسلوب لعب تيكن قياسي أكثر ولكن يمكنها القيام بهجمات قفز مثل الشخصيات "2D".
كما أضافت التحديثات التي تم إجراؤها على إصدارات الممرات والمنزل حركات تطبق حالة إصابة «ربط الحائط» لجميع الشخصيات.  في البداية، كان جيزي هاورد هو الوحيد الذي كان قادرًا على أداء حركات تؤدي إلى حالة ربط الجدار، حتى أضاف تحديث الموسم الثاني الميكانيكي لكل شخصية.
تمت إضافة لعبة تيكن بول، وهي لعبة بولينج صغيرة ظهرت لأول مرة في تيكن تاغ تورنت، في الموسم الأول من محتوى DLC الإضافي.

## اللعب
يركز تيكن 7 على معارك واحد ضد واحد. تشمل الميزات وتقنيات الجديدة في طريقة اللعب ما يلي:
فن الغضب: حركة حاسمة فريدة لكل شخصية ولا يمكن الوصول إليها إلا أثناء وجودها في وضع الغضب، مما يؤدي إلى إلغاء تنشيطها حتى الجولة التالية. إذا أصاب الهجوم الأولي الخصم، فسيؤدي ذلك إلى ظهور تسلسل سينمائي وتسبب ما يقرب من 30٪ من الضرر، اعتمادًا على الشخصية.
قوة السحق: ينفذ هجومًا يمكنه امتصاص ضربات الخصم بخاصية Mid أو High ومواصلة الهجوم.
ضربات اللولب: يحل هذا إلى حد كبير محل ميكانيكي Ground Bound (المعروف سابقًا باسم Bound)، والذي أضاف فرصة كبيرة لأداء مجموعات طويلة وعالية الضرر، من خلال ضرب خصم بقاذفة على الأرض في حالة ضعف. الضربات اللولبية لها تطبيقات مشابهة مثل حركات الأرض، ولكن يتم تغيير حركة الخصم المتلقي، مما يضعها في دبابيس هوائية (أي «لولب») عندما تسقط على الأرض.
على عكس الربط الأرضي، لا يمكن استخدام ضربات اللولب للقيام بمجموعات الجدار.

## مصدر
1. ↑  Humble Store (بالإنجليزية), QID:Q42328566
2. ↑  "All PS Now games A-Z" (بالإنجليزية). Archived from the original on 2021-07-03. Retrieved 2021-07-05.
3. ↑   https://tekken.fandom.com/wiki/Tekken_7. {{استشهاد ويب}}: |url= بحاجة لعنوان (مساعدة) والوسيط |title= غير موجود أو فارغ (من ويكي بيانات) (مساعدة)
4. ↑  "Leaked Tekken 7 Announcement". Tekken Zaibatsu. 13 يوليو 2014. مؤرشف من /showthread.php?threadid=129692 الأصل في 2020-04-16. اطلع عليه بتاريخ 2014-07-15. {{استشهاد ويب}}: تحقق من قيمة |مسار= (مساعدة)
5. ↑  "Evo 2014 Harada Announcement and Tekken 7 Reveal Trailer". YouTube. 13 يوليو 2014. مؤرشف من الأصل في 2016-04-11. اطلع عليه بتاريخ 2014-07-15.
6. ↑  رسميا “شاهين” أول شخصية عربية بلعبة Tekken 7 “من السعوديه!” نسخة محفوظة 05 نوفمبر 2016 على موقع واي باك مشين.
7. ↑  الحساب الرسمي لبلايستيشن السعودية نسخة محفوظة 18 ديسمبر 2019 على موقع واي باك مشين.

## وصلة خارجية
- تيكن 7 على موقع IMDb (الإنجليزية)

- الموقع الرسمي للعبة تحت التجربة (باليابانية)
- الموقع الرسمي باليابان (باليابانية)